# سانو ليك
سانو ليك (بالأنجليزية:Sanoe Lake)؛ (19 مايو 1979 -)، ممثلة أمريكية.

## عن حياتها
ولدت في هاواي الولايات المتحدة ، بدأت حياتها التمثيلية عام 2002 في فيلم «Blue Crush» الصادر في 16 أغسطس 2002 ومن بعد هذا الفيلم أصبحت مشهورة وجاءت في الظهور في الأعمال التلفزيونية والسينمائية.

## أعمالها

### من الأفلام
- 2002: «Blue Crush».
- 2005: «Cruel World».
- 2007: «Rolling».
- 2008: «Half-Life».
- 2009: «Creature of Darkness».

## روابط خارجية
- سانو ليك على موقع IMDb (الإنجليزية)
- سانو ليك على موقع ألو سيني (الفرنسية)
- سانو ليك على موقع ميوزك برينز (الإنجليزية)
- سانو ليك على موقع أول موفي (الإنجليزية)
- سانو ليك على موقع قاعدة بيانات الفيلم (الإنجليزية)
- سانو ليك على موقع كينوبويسك (الروسية)